# Kenny Forssi
 (février 2019).
Si vous disposez d'ouvrages ou d'articles de référence ou si vous connaissez des sites web de qualité traitant du thème abordé ici, merci de compléter l'article en donnant les références utiles à sa vérifiabilité et en les liant à la section « Notes et références ».
Ken Forssi (ou Kenny Forssi), né Kenneth Raymond Forssi le 30 mars 1943 à Cleveland (Ohio) et mort le 5 janvier 1998 à Tallahassee (Floride),  est un musicien de rock américain.

## Biographie
Kenny Forssi est un ancien membre du groupe The Surfaris qu'il a accompagné lors d'une tournée au Japon en 1965, une collaboration qui s'est un peu poursuivi avant que Forssi ne rejoigne le groupe Love.
Kenny Forssi intègre le groupe Love en 1965 en tant que bassiste. À ce titre, il participe aux trois premiers albums du groupe (Love, Da Capo et Forever Changes).
Après la dissolution du groupe en 1968, ayant dilapidé tout son argent, Forssi (tout comme le guitariste John Echols) est notamment incarcéré pour attaque à main armée chez un marchand de beignets (il était armé d'un pistolet à eau) ainsi que pour possession de drogue.
Il décède le 5 janvier 1998 d'une tumeur au cerveau.